# 毋、亡我
《毋、亡我》（英語：Forget Me Not，前名為《叫．魂》）是一部於2007年拍攝的靈異驚悚電影，由爾冬陞監製，麥啟光執導，葉佩雯、黃浩然、吳嘉龍主演。該片是衞視電影台自資製作的三部高清電影之一，2007年於衞視電影台全球電視獨家首播，於2010年11月17日出版DVD。

## 劇情
林依是一名幼稚園教師，十五歲入孤兒院居住，但她完全忘記了入住孤兒院前的往事。
依與男友歐陽俊傑住在一起，但她發現男友另結新歡，男友並趕她離家；依無家可歸，欲回去孤兒院探望修女周姑娘，才知周姑娘已過身，並留下依未入住孤兒院時的舊居鎖匙，她唯有搬去舊居居住。
某天，依回家途中，發現一個滿身傷痕的小童，小童無依無靠，依暫時收留了她。及後依發現這小童和她的過去有不尋常的關係，依還在舊居中，發現一些與她有關的駭異物件，令她的過去更神秘...

## 演員
- 葉佩雯 飾 林依/ 林嘉敏
- 黃浩然 飾 李雋傑
- 吳嘉龍 飾 歐陽俊傑
- 黎耀祥
- 江美儀

## 外部連結
- YESASIA : 毋、亡我 (DVD) (香港版) （页面存档备份，存于）
- 開眼電影網上《毋、亡我》的資料（繁體中文）
- 香港影庫上《毋、亡我》的資料（繁體中文）
- 时光网上《毋、亡我》的資料（简体中文）
- 豆瓣电影上《毋、亡我》的資料 （简体中文）